# 대한민국 여자
대한민국 여자는 2010년에 제작된 단편 영화이다.

## 줄거리
혼자 움직이는 대한민국 여자에게 세상은 그리 안심할 만하지 않다는 것은, 대한민국 남자들이 느끼는 억울함과 아이러니한 상황을 통해 드러낸 단편 영화이다.

## 등장 인물

### 주인공
- 김성식
- 이원준
- 정서정